# Elisenda de Moncada
Elisenda de Moncada (Aitona, 1292 – Barcelona, 19 de junho de 1364) foi rainha consorte de Aragão e condessa de Barcelona como a quarta e última esposa de Jaime II de Aragão. Ela foi regente de Aragão durante a ausência do marido, de 1324 a 1327. Elisenda e Jaime fundaram o Mosteiro de Pedralbes, em 1326. Após ficar viúva, Elisenda passou a morar do lado do mosteiro, onde possuía autoridade especial, agindo como administradora, mecenas e protetora do mesmo, até a sua morte, em 1364.

## Família
Elisenda foi filha de Pedro II de Moncada, barão de Aitona e senescal de Barcelona e de Elisenda de Pinós. Ela pertencia à família Moncada, uma das famílias amis nobres da Catalunha, próxima da monarquia. 
Os seus avós paternos eram Pedro I de Moncada e sua segunda esposa, Sibila de Abarca. Os seus avós maternos eram Galcerán IV, Senhor de Pinós e Esclaramunda de Canet. 
Ela teve seis irmãos: Otão I de Moncada, marido de Jaufredina de Lauria, e padrinho do futuro rei Pedro IV de Aragão; Guilherme Ramon, marido de Luquina de Alagón; Gastão, bispo de Huesca e Girona; Pedro, bispo de Siracusa, Sibila, prioresa no Mosteiro de Avingaña, e Afonso, mordomo do rei Jaime.

## Biografia
Logo após a morte da terceira esposa, Maria de Lusinhão, em 1319, Jaime II desejava casar novamente, desta vez por companhia, e não por razões políticas. Ele queria se casar com Elisenda, mas foi necessária uma dispensa papal devido à consanguinidade entre os dois. Segundo seu amigo, Berenguer Fredol, cardeal de Túsculo, o monarca obteve do Papa João XXII a concessão da dispensa de consanguinidade. A bisavó de Elisenda, pela linhagem paterna, era Constança de Aragão, meia-irmã de Jaime I, avô de Jaime II. O rei, para evitar intrigas, escondeu o seu novo casamento, sendo o seu confessor Pere de Portell, o primeiro a saber quando o Papa finalmente concordou com o pedido dele, escrevendo, ao mesmo tempo, a Elisenda numa carta em que ele lhe ofereceu conselhos para sua vida futura como rainha de Aragão.
A união real representa uma mudança na política matrimonial da Casa de Aragão sempre orientada para o exterior, mas sem sorte. Os casamentos com príncipes estrangeiros nem sempre tiveram sucesso, exceto no caso de Jaime II com Branca de Anjou, tendo ficado presente na memória a feliz lembrança das uniões camponesas, como a do Infante Afonso com Teresa de Entença. O casamento de Elisenda com o rei, porém, também foi conveniente para as relações entre o monarca e o ramo menor do poderoso clã Moncada. Este casamento têm sido interpretado como um reforço da crescente identidade catalã dos monarcas da Coroa de Aragão que, desde Jaime I, se enterravam em mosteiros catalães, no caso de Poblet ou Santes Creus.

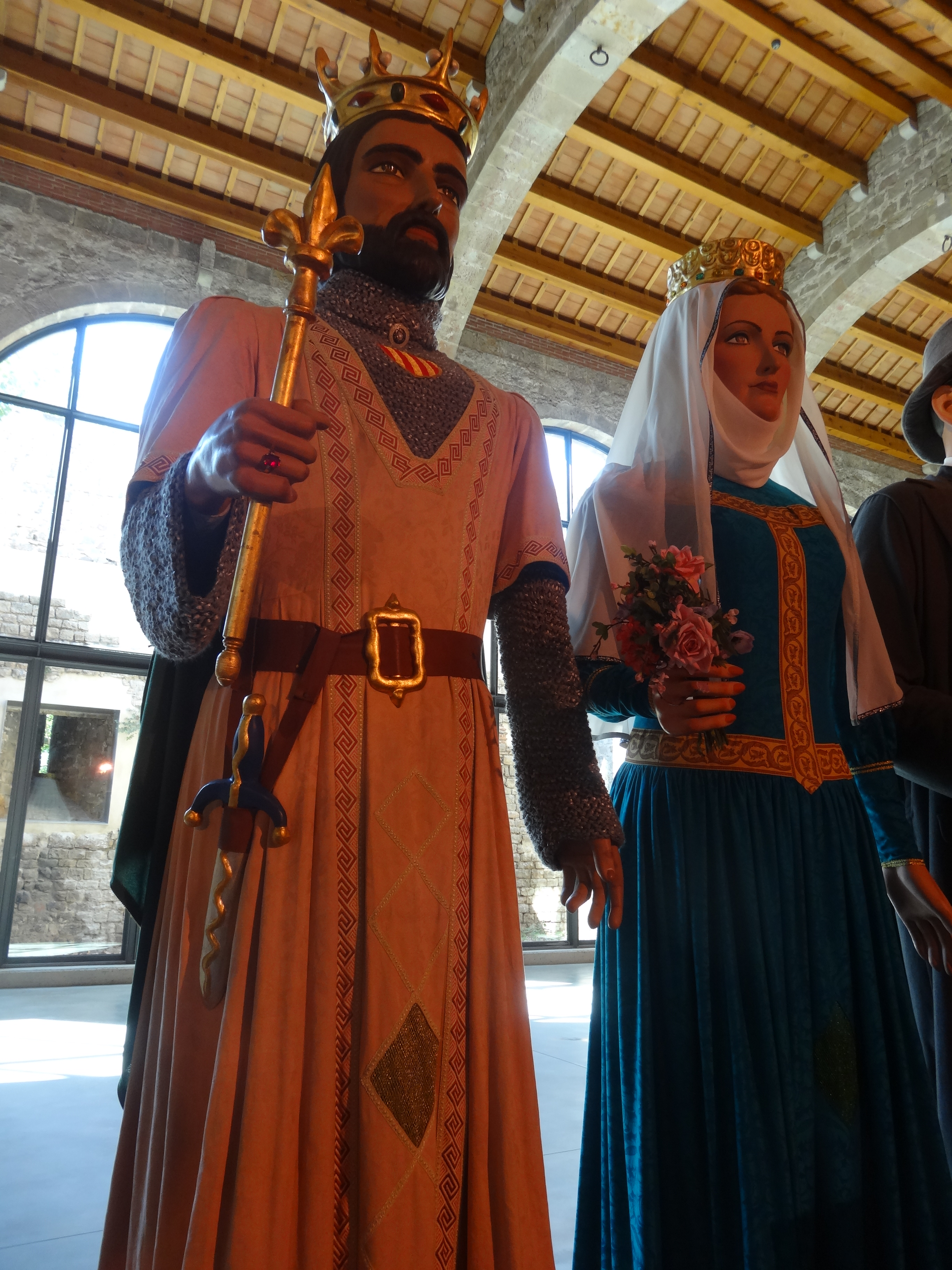
Representação do rei e da rainha na Exposição de "Gegants" de Barcelona, em 2013.

Os dois se casaram Catedral de Tarragona, no dia de natal, em 25 de dezembro de 1322, quando Elisenda tinha por volta de 30 anos. O noivo tinha 55 anos. Elisenda era considerada bonita e honesta e, também, profundamente religiosa. Jaime II concedeu-lhe, através do casamento, o usufruto vitalício dos rendimentos de Burriana, Berga, Morella, Torroella de Montgrí, Pals e Tortosa, bem como a doação perpétua do futuro Mosteiro de Pedralbes com os seus bens. Já o irmão da nova rainha, Otão I, recebeu os povoados de Serós e Mequinenza, mas a rainha também era conhecida como senhora de Serós e Mequinenza.
Eles se estabeleceram no Palácio Real de Barcelona, onde Elisenda optou por viver, para ficar perto da família, e lá tiveram uma vida relativamente tranquila. Ela interveio nos assuntos de estado dando conselhos, como outras rainhas haviam feito. Ela apoiava o neto de Jaime II, o futuro Pedro IV, chamado "o Cerimonioso", pelo que ele sempre lhe agradeceu. A rainha era uma mulher madura, culta, bonita e muito piedosa, o que tornava cordial o dia a dia na corte real, apesar da rigidez e severidade de Jaime II.
Segundo o historiador Jésus Ernest Martínez Ferrando:
Elisenda, pelas suas qualidades femininas, pela sua religiosidade primorosa, foi o melhor sedativo que o monarca pôde encontrar nas amarguras dos seus últimos anos; O diálogo com sua devotada esposa adoçou suas horas de tortura espiritual e física; Pode-se dizer que Elisenda ajudou Jaime II a “morrer bem”. À medida que a morte se aproximava, “um mútuo deleite religioso” foi estabelecido entre os dois cônjuges.
Como não tiveram filhos e o rei logo ficou doente, Elisenda dedicou-lhe a vida, bem como às práticas religiosas e ao exercício da caridade.

## Mosteiro de Pedralbes
Quando Elisenda manifestou o desejo de fundar um mosteiro de freiras da Ordem de Santa Clara nos arredores de Barcelona, o rei apressou-se em agradá-la, embora já existisse em Vilafranca del Penedès um mosteiro de Clarissas fundado por Branca de Anjou, a primeira esposa do monarca. Ele estabeleceu apenas uma condição: que o mosteiro fosse erguido em homenagem à Mãe de Deus. Primeiro foi designado para sua localização o sítio de Valldaura, entre Cerdanyola del Vallès e Montcada i Reixac, mas, foi rejeitado por Elisenda, pois ela preferia um local mais aberto. Posteriormente, foi escolhido um local denominado Pedralbes, devido à quantidade de pedra branca que foi extraída de uma pedreira ali existente. 

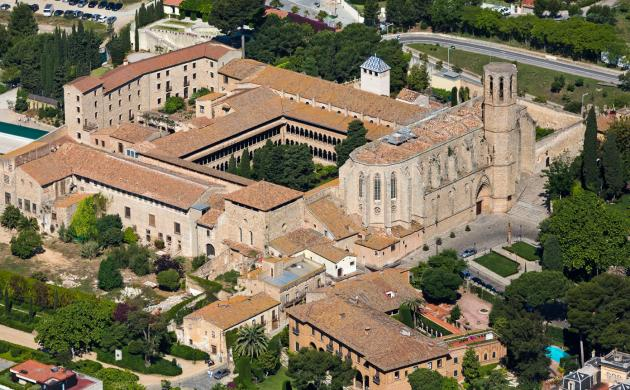
Visão panorâmica do Mosteiro.

Em 1326, a construção foi iniciada, e os esforços e trabalhos progrediram rapidamente. Talvez Jaime II tenha percebido sua morte e quisesse que o sonho místico de sua esposa se tornasse realidade o mais rápido possível. Após um ano, a estrutura básica estava pronta: era possível fazer uso do claustro, e igreja, e a moradia das freiras estavam quase completas também. Em 3 de maio de 1327, quatorze freiras entraram no mosteiro e elegeram a primeira abadessa, Soberana de Olzet. 

### Viuvez e Morte
O rei faleceu em novembro de 1327. No seu testamento, que escreveu poucos meses antes da sua morte, o rei ratificou, entre outras coisas, as doações de rendimentos feitas à sua esposa. Ele também deixou para ela, a coroa de ouro que havia comprado para a rainha na época do casamento e muitas outras joias, bons tecidos e talheres de mesa como talheres de ouro e prata. 
Viúva, ordenou que fosse construído um pequeno palácio ao lado mosteiro, embora ele fosse separado do mesmo. Elisenda viveu lá por mais 37 anos, até a sua morte. Apesar de nunca ter sido freira, o ato de fundação conferiu-lhe amplos poderes sobre o funcionamento interno do mosteiro. A rainha viúva participou ativamente nas decisões da comunidade religiosa, e colocava ênfase especial em obter vários privilégios para o mosteiro. Um exemplo disso é que o mosteiro estava sob a proteção direta da cidade de Barcelona através do Conselho de Cento, que estava comprometido a defender o mosteiro em caso de perigo. 

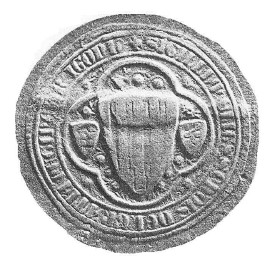
Selo de Elisenda datado de 1357.

Ela possuía a intenção de favorecer ao máximo o mosteiro para que, uma vez falecida, este não se encontrasse em dificuldades financeiras, algo bastante comum nos mosteiros femininos. As doações reais durante esses anos quase abafaram o espírito franciscano da vida conventual. Ele administrou a construção do palácio, e sua ornamentação. Pintores como Ferrer Bassa ou os irmãos Serra foram contratados para embelezar o mosteiro. Elisenda também promovia as artes, como com as pinturas da Capela São Miguel, encomendadas pela abadessa Francesca Saportella, sobrinha de Elisenda.
Apesar do seu internamento na casa religiosa, a rainha viúva participou de alguns eventos oficiais, como a trasladação dos restos mortais de Santa Eulália para a Catedral de Barcelona, onde acompanhou Maria de Navarra, esposa de Pedro IV de Aragão e Constança de Aragão, esposa de Jaime III de Maiorca.
Elisenda faleceu em 19 de julho de 1364, tendo feito o seu testamento alguns meses antes, em 11 de abril. Ela tinha cerca de 72 anos. A rainha deixou o mosteiro como herdeiro, exceto por alguns bens destinados a instituições, parentes ou conhecidos seus. Ela também ordenou a demolição da mansão onde morava, o que foi feito imediatamente. O inventário do seu quarto demonstra a simplicidade com que vivia, apesar das joias e dos bons tecidos que distribuía. 
O túmulo da rainha situa-se junto ao muro que separa a igreja do claustro, portanto, do monumento fica no interior da igreja, e parte no claustro. O túmulo é uma magnífica obra do gótico catalão, representando Elisenda vestida de rainha com uma coroa do lado da igreja, e de penitente do lado do claustro, onde usa um vestido austero de viúva ou freira, o que representa a sua vida dupla.

## Legado
Elisenda tinha reputação de ser uma boa pessoa, que amava a família, além de ser atenciosa com todos e, sobretudo, de conhecer a terra. Esta foi a virtude que mais agradou aos seus súditos.  Um retrato dela faz parte da Galeria dos Ilustres Catalães da Câmara Municipal de Barcelona.
Também existe uma rua com o seu nome: Passeig de Reina Elisenda de Montcada, no bairro de Sarrià, em Barcelona, assim como a Estação Reina Elisenda, localizada à 0.7km do Mosteiro de Pedralbes.